# Vitélio
Aulo Vitélio Germânico (em latim Aulus Vitellius Germanicus; 24 de setembro de 15 d.C. — 22 de dezembro de 69 d.C.) foi imperador romano. Foi aclamado pelas legiões que comandava, estacionadas na Germânia, e venceu as tropas de Otão na Primeira Batalha de Bedriaco. Reinou apenas oito meses, de 16 de abril até 22 de dezembro de 69, durante o ano dos quatro imperadores, mas ficou famoso por seu apetite e sua crueldade. Derrotado pelos exércitos de Vespasiano na Segunda Batalha de Bedriaco, foi capturado, despido, cruelmente chicotado e lançado ao rio Tibre. Foi o primeiro imperador a acrescentar o cognome honorífico de Germânico ao seu nome, em vez do de césar.

## Família e juventude
Era filho de Lúcio Vitélio e da sua esposa Sextília, bem como irmão de Lúcio Vitélio. Suetônio redigiu dois relatos sobre as origens dos Vitelii, num afirma que descendiam dos antigos dirigentes do Lácio, enquanto no outro sustém que as suas origens eram muito mais humildes.[b]
Suetônio escreveu que o horóscopo do dia do seu nascimento deixou os seus pais tão horrorizados que tentaram impedir que fosse cônsul.[c]
Passou a sua infância em Capri, entre os favoritos do imperador Tibério. Gozou do favor do imperador Calígula, cujos carros conduzia, e do de Cláudio e Nero com os que jogava aos dados.

## Serviço público

### Carreira política e militar
Graças ao afeto que despertou nos três imperadores foi designado áugure. Nomeado cônsul em 48 d.C., obteve o governo proconsular da província da África (60 - 61 d.C.) na qual deu provas de um enorme desinteresse. Após isso serviu como legado às ordens do seu irmão, quem lhe sucedeu no posto. Depois de expirar o seu tempo no cargo, foi designado para desempenhar diversos cargos administrativos, ganhando uma boa reputação em Roma.
Contraiu matrimônio com uma mulher chamada Petrônia, com a que teve um filho torto chamado Petroniano; Vitélio emanciparia ao jovem, ao que a sua mãe tinha feito herdeiro, para depois assassiná-lo acusando-o de parricídio. Após isso, casou com Galéria Fundana, com a qual teve dois filhos.[d]
Terrivelmente acossado pelas dívidas, o imperador Galba cedeu-lhe o comando da província da Germânia Inferior (68 d.C.), talvez como consequência da influência de um dos seus companheiros, o senador Tito Vínio. Lá ganhou pronto o afeto dos seus soldados graças à sua flexível disciplina e ao seu caráter próximo.

### Ascenso ao poder
Por iniciativa dos comandantes das legiões do Reno, Cecina e Valente, os soldados tiraram-no do seu acampamento de Colônia Agripinense (atual Colônia) a noite de 1 de janeiro de 69 d.C., cederam-lhe a espada de Júlio César e levaram-no para o centro do acampamento, onde o aclamaram como imperador. Vitélio pronunciou então:
| “ | Valor | ” |

Pouco depois acrescentou ao seu nome o título de Germânico; embora recusasse tomar o de augusto ou o de césar. A esta rebelião uniram-se os exércitos da Gália, da Britânia e da Récia.
Quando soube da morte de Galba, ordenou a província centro-europeia e dividiu o seu exército em duas divisões, uma das quais marchou contra Otão à frente dos seus comandantes, e a outra cujo comando assumiu ele próprio. Suetônio afirma que quando Vitélio empreendeu a sua marcha, esta viu-se rodeada de consideráveis vaticínios adversos.
Após saber da morte do seu rival em Bedríaco (atual Calvatone) realizou as suas primeiras ações como imperador de facto: ordenou o assassinato das 120 pessoas que, com afã de obter o favor de Otão, se declararam culpáveis do assassinato de Galba e dissolveu as coorte pretórias, que foram então completadas com homens da sua confiança. De caminho para a capital, ganhou o ódio do povo como consequência dos excessos que permitia à sua corte. Quando alcançou o lugar onde se tinha travado a batalha na que falecera o seu inimigo, exclamou ante os soldados que se afastavam do fedor dos cadáveres:
| “ | O cadáver de um inimigo sempre cheira bem, e melhor ainda se for um concidadão. | ” |

Após pronunciar esta espantosa máxima, dirigiu-se para o túmulo de Otão; ali burlou-se dele em presença das suas forças.
Quando chegou a Roma, demonstrou uma opulência que lhe fez ganhar o desafeto do povo. Assim, entrou na capital ataviado com luxuosas vestes. À frente de homens vestidos com as suas melhores roupas, assumiu o cargo de pontífice máximo (pontifex maximus), estabeleceu as magistraturas por um período de dez anos e declarou-se cônsul vitalício. A 19 de abril desse mesmo ano foi proclamado imperador pelo senado.

## Imperador

### Administração
Assim como lhe tinha ocorrido a Galba, Vitélio era totalmente dominado pela sua corte e em especial pelo seu asiático liberto ao que chegou a manumitir para lhe conceder o governo de uma província. As fontes clássicas afirmam que se entregava aos mais suntuosos prazeres culinários; na capital eram conhecidos os seus banquetes.
Suetônio afirma na sua "As Vidas dos Doze Césares" que o imperador era um ser cruel, que gostava de ordenar assassinatos e contemplá-los. Assassinou todos aqueles que lhe exigiram o dinheiro das suas dívidas, os seus dois filhos, e os que se expressaram publicamente contra a facção do circo dos azuis. Chegou-se a afirmar até mesmo que deixara falecer a sua mãe.
Apesar disso, os historiadores Tácito e Dião Cássio recusam certas asseverações de Suetônio em relação à administração de Vitélio, que consideram aceitável. O primeiro deles descreve as que considera as suas duas contribuições mais importantes ao governo do Império:
- Finalizou com a prática dos centuriões de vender isenções fiscais e militares aos seus homens, mudança que o historiador descreve como uma política adotada por "todos os bons imperadores".
- Ampliou os cargos da administração para além dos libertos, convidando assim os equestres a ocuparem cargos no governo imperial.

A 1 de outubro de 69 d.C. elaborou uma lei pela qual eram expulsos de Roma e da Itália todos os astrólogos.

### Queda

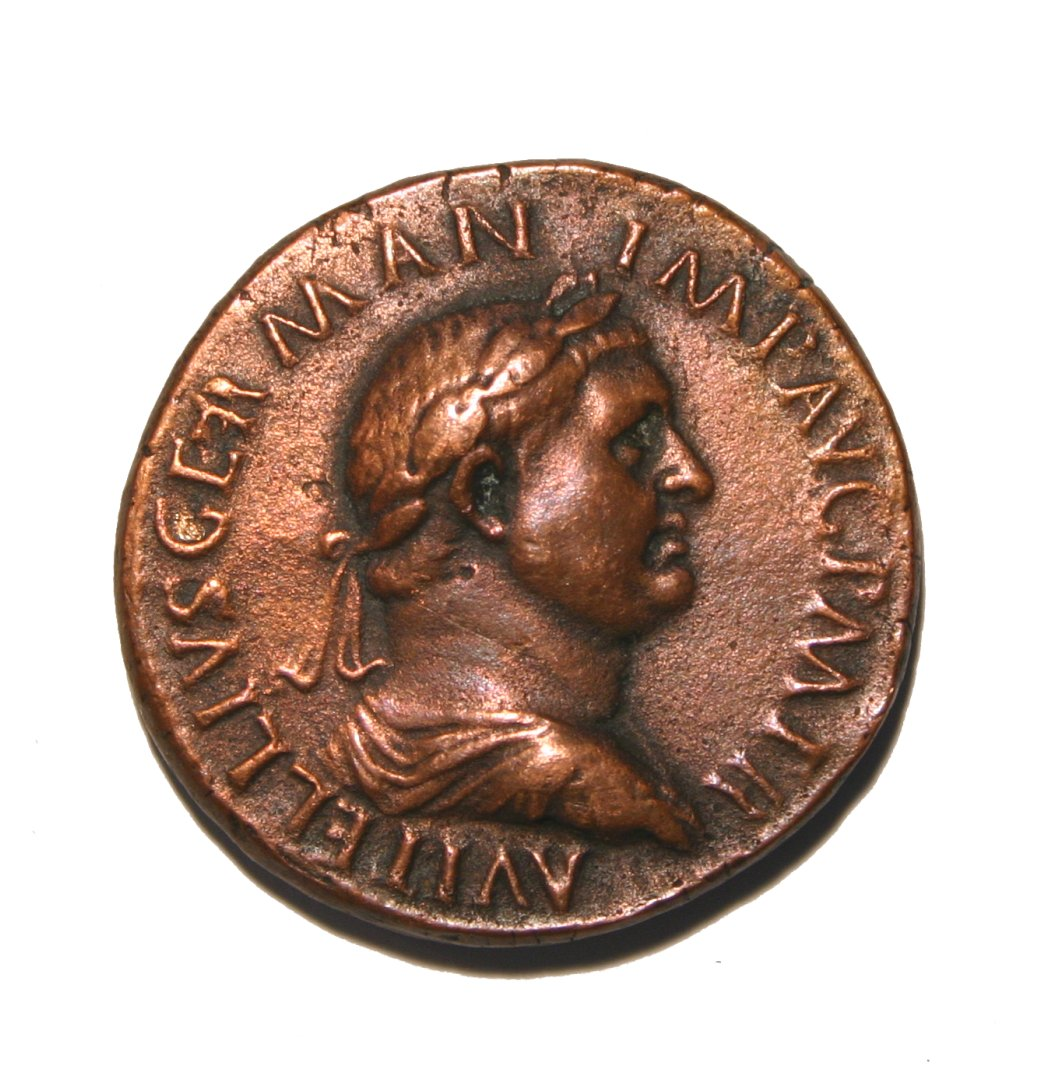
Efígie de Vitélio numa moeda.

A 1 de julho, as legiões romanas da província do Egito proclamaram Vespasiano imperador. Ao conhecer a notícia, as legiões da Mésia, da Panônia, e da Dalmácia amotinaram-se e declararam fidelidade a Vespasiano. Este acabava de sufocar a revolta dos Judeus e representava uma melhor estabilidade aos olhos dos romanos. Em Roma, Vitélio provocara um descontentamento quase geral e os distúrbios estouraram. Vitélio abdicou, embora depois pareceu repensar a sua decisão. Tito Flávio Sabino, prefeito do pretório e irmão de Vespasiano, decidiu tomar o poder. Os seus partidários chocaram com os de Vitélio e Sabino refugiou-se com eles no Capitólio. Os de Vitélio assediaram-nos, ardendo o Capitólio, sem que fosse sabido se foi por causa dos assediadores ou dos assediados. Sabino, de fato, foi assassinado, apesar de uma pequena oposição de Vitélio, que já não tinha muito que dizer. O relato de Suetônio é um pouco diferente. Antônio Primo, no comando das legiões do Danúbio, invadiu o norte da península Itálica e venceu o exército de Vitélio em Cremona no final de outubro de 69 d.C.. Tomou depois direção a Roma. Pouco a pouco, os aliados de Vitélio desertaram para o lado de Vespasiano. Vitélio tentou negociar uma paz, sem sucesso. Ao começar a entrar em Roma o exército de Primo, ele tentou fugir, e escondeu-se na casa do porteiro do seu palácio. Capturado pelos homens de Primo, foi lapidado pela multidão romana, e o seu corpo lançado ao rio Tibre.
Domiciano e Tito, os filhos de Vespasiano, foram nomeados césares. O imperador chegaria a Roma em finais de 70 d.C.